# 九嶷山瑶族乡
九嶷山瑶族乡是中华人民共和国湖南省永州市宁远县下辖的一个民族乡。

## 行政区划
九嶷山瑶族乡下辖以下村级行政区划单位：
九嶷山村、大桑塘村、九疑洞村、大地坪村、牛头江村、紫荆村、盘洞口村、石灰窑村、向阳头村、疑山头村、茶罗村、麦地村、凉亭山村、王奇生村、童子坪村、新塘村、西湾村、羽毛坪村、桐木坪村、下洞村、关冲村、庙冲村、盘江湾村、花盘洞村、三亩田村、山头源村、上洞村、别江口村、文武冲村、黄河村和太平村。